# Чёрный неон
Чёрный неон, или чёрный неон Аксельрода, (лат. Hyphessobrycon herbertaxelrodi) — вид пресноводных лучепёрых рыб из семейства харациновых, обитающий в реках Бразилии.

## Описание
Неон чёрный имеет удлинённое тело, чуть приплюснутое по бокам. В аквариуме неон чёрный может вырасти до 4 см. Самка крупнее самца, особенно в период нереста. Имеется жировой плавник. Окраска и узор чёрно-зелёная. Вдоль тела идут две полосы. Нижняя полоса чёрного цвета, широкая, верхняя — светлая, серебристая, узенькая. Плавники желтоватые. Верхняя половина радужин глаза красная.
Черный неон с переливающимися белыми, зеленоватыми и черными цветами создает превосходный контраст. Они отличаются от тетр аналогичного размера , таких как радостомус или неоновая тетра, и они также немного шире. Их легко идентифицировать по полосе от эмалево-белой до зеленоватой неоновой, контрастирующей с насыщенным бархатистым черным цветом внизу.

## Среда обитания
Черная неоновая тетра родом из бассейна Парагвая на юге Бразилии. В дикой природе эти рыбы предпочитают небольшие притоки, ручьи, участки затопленного леса и песчаные отмели. Их естественная среда обитания обычно очень кислая, а вода окрашивается в коричневый цвет из-за дубильных веществ, выделяемых разлагающимся органическим материалом.

## Содержание в аквариуме
Параметры воды для содержания: температура 24—28 °C, жёсткость воды 10—20, уровень рН 6,5—7,5. Половозрелости чёрные неоны достигают в 9—11 месяцев. Стайные рыбы. Относительно спокойны, миролюбивы. Не любят яркий свет, предпочитают тень, поэтому в аквариуме рекомендуется растительность в большом количестве. В аквариуме должно оставаться достаточное по размеру свободное пространство для плавания. Кормить можно живым, растительным кормом, коммерческим кормом. Сама рыбка может служить кормом для цихловых.
Продолжительность жизни: до 5 лет.

## Разведение
Чёрные неоны — икромечущие и свободно мечут икру стаями (от 6 особей) или парами. Для достижения наилучших результатов при разведении отбираются пары для размножения из здоровых взрослых особей в возрасте около одного года. Более молодые рыбы могут нереститься, но результаты лучше с полностью зрелыми рыбами.
Племенную пару (или племенную группу) перед нерестом необходимо кормить живыми кормами, такими как артемия и мотыль. В племенную группу должны входить только один или два самца с несколькими самками. Для получения наилучшего количества мальков достаточно 10-литрового нерестовика. Используйте темный субстрат в аквариуме для разведения. Освещение должно быть тусклым. Оптимальная температура для нереста составляет 24 °C. Через несколько дней температуру необходимо поднять до 26 °C. Вода должна быть мягкой и кислой (4 dGH или меньше).  Мелколиственные живые растения можно использовать в качестве субстрата для нереста. Для того, чтобы обезопасить от поедания производителями икры рекомендуется применение сетки. 
Нерест обычно происходит в начале дня. Самка мечет несколько сотен липких яиц на растения и/или субстрат. После нереста производителей необходимо отсадить, иначе икра и мальки будут съедены.
Икра проклёвывается примерно через 22-26 часов, а мальки появляются через три-четыре дня. Мальков относительно легко выращивать. В качестве питания для мальков используется артемия или мелкие хлопья коммерческого корма. Молодь следует держать изолированно, пока она не станет достаточно большой, чтобы её не могли съесть взрослые особи.